# Kalba
Kalba (arabisk: كَلْبَاء; tr. Kalba) er en by i Emiratet Sharjah i de Forenede Arabiske Emirater. Byen udgør en eksklave beliggende på østkysten af FAE ud mod Omanbugten nord for grænsen til Sultanatet Oman og er derudover omgivet af Emiratet Fujairah. Den har 54.876 (2015) indbyggere og er den tredjestørste by i Emiratet Sharjah.
Byen blev erobret af Portugal i 1500-tallet. Fra 1903 til 1952 var Kalba en del af det selvstændige (ottende) emirat Kalba, der blev en del af Emiratet Sharjah i 1952.

## Flystyrtet i 1972
Den 14. marts 1972 styrtede et fly fra Sterling Airways ned nær Kalba. Flyet var på vej fra Colombo i Sri Lanka til København i Danmark med charterturister fra Tjæreborg Rejser. Det skulle mellemlande i Dubai men ramte et bjerg under indflyvning nær Kalba. 112 passagerer og besætningsmedlemmer omkom ved ulykken, der skyldtes en pilotfejl, hvor piloterne fejltolkede flyets position og begyndte en for tidlig nedstigning mod Dubai. Det er den hidtil værste flyulykke i De Forenede Arabiske Emirater.